# Monster High (franchise)
A Monster High amerikai multimédiás franchise, amelyet Garrett Sander játéktervező hozott létre, és a Mattel 2010-ben indított útjára.
Bár a divatbabák voltak a franchise középpontjában, egy 2D-s animációs websorozat és 15 animációs film is megjelent hozzájuk, valamint videojátékok, egy Lisi Harrison által írt ifjúsági regénysorozat és egyéb árucikkek. A franchise gyorsan nagy népszerűségre tett szert a gyerekek körében, és a Mattel számára rendkívül sikeres volt a bevételeket tekintve; fennállásának 3. évében 1 milliárd dollárt ért el, évi több mint 500 millió dolláros forgalommal, és Észak-Amerikában a második legkelendőbb babamárka volt. A Monster High kísérőjeként két spin-off játékcsaládot indítottak: 2013 júliusában a mesékre és mondákra épülő Ever After High-t, 2017-ben pedig az ember-állat hibrideket bemutató Enchantimals-t. Az eladások azonban 2016-ban visszaestek, ami arra késztette a Mattelt, hogy megújult esztétikával és egy új fiktív univerzummal indítsa újra a franchise-t. Az újraindítás kereskedelmi kudarcot vallott, ami végül a franchise 2018-as megszüntetéséhez vezetett.
2020-ban másodszor is újraindult a horror/gót filmkultuszokat képviselő új babák megjelenésével, majd 2021-ben egy animációs TV-sorozat és egy élőszereplős zenés film bejelentésével tetőzött, amelyet a Mattel Television gyártott és 2022 októberében mutattak be a Nickelodeonon.

## Szereplők
- Frankie Stein – Frankenstein szörnyének és menyasszonyának lánya. Ő a franchise központi szereplője. Fehér haja fekete csíkokkal és világos, mentazöld bőre van. Frankie egy szimulakrum, ami azt jelenti, hogy teste sok különböző részből áll. Ügyetlen és mindig kedves másokkal. Belezúgott Neighthan Rotba. A sorozatban korábban Jackson Jekyllel és Holt Hyde-dal járt, de ez a Naplókban másképp van, ahol mindkét szereplő Draculaurával van kapcsolatban helyette.
- Draculaura – Vámpír, aki Drakula lánya. Kapcsolatban áll Clawdeen idősebb testvérével, Clawd Wolfdal. Vegetáriánus, aki elájul a vér látványától. A naplókból kiderül, hogy korábban Jackson Jekyllel és Holt Hyde-dal járt. Fogai vannak, és jellemzően rózsaszín, fekete és fehér ruhákat visel.
- Clawdeen Wolf – A vérfarkas lánya. A leírás szerint társaságkedvelő és kedves. Szereti a divatot. Néha kicsit indulatos, ha szórakoznak vele, de könnyen uralkodik rajta, ha megfelelően rábeszélik. Farkasfülei több helyen is ki vannak szúrva. A Monster High 2016-os újraindításában kölcsönös érzelmeket táplál Raythe iránt.
- Lagoona Blue – A tengeri szörny lánya. Lagoona "Down Underből" származik, és ausztrál akcentussal beszél. Tud beszélni a vízi állatokkal. Kapcsolatban él Gillington "Gil" Webberrel.
- Cleo de Nile – Ramses de Nile múmiafáraó lánya, aki a sorozat kezdetén 5842 éves. Ő a "rém pom pom" csapat (fearleaders) kapitánya. Cleo legszívesebben világaranyszínű kötésekkel vagy múmiakötésekkel díszít. Kleopátrát mintázta, míg idősebb nővére, Nefera de Nile, Nofertiti alapján készült. Ő a társasági élet királynője, és van egy Deuce Gorgon nevű barátja.
- Deuce Gorgon – A Medúza fia. Cleóval jár, bár Cleo apja és Nefera nem helyeslik kapcsolatukat.
- Ghoulia Yelps – Ghoulia a zombi lánya. Azt mondják róla, hogy az iskolában a legokosabb hullarabló, de sokszor csak nyögésekben tud beszélni.
- Howleen Wolf – Clawdeen Wolf, Clawdia Wolf és Clawd Wolf húga. Legjobb barátnője Twyla, de vele ellentétben az elismerésre és a népszerűségre vágyik. Sok a nézeteltérés köztük Clawdeennal, akinek folyton elveszi a cuccait.
- Clawd Wolf – Clawdeen Wolf, Howleen Wolf bátyja és Clawdia Wolf öccse. Draculaura barátja.
- C.A. Cupid – Eros és Psyche adoptált lánya. Van egy népszerű rádiós műsora, ahol szerelmi tanácsokat ad.
- Billy "InvisiBilly" – A láthatatlan ember fia.
- Spectra Vondergeist – Egy szellem lánya. Sokszor pletykál és árulkodik az iskolában.
- Abbey Bominable – A himalájai jeti lánya, cserediák. Szeret snowboardozni.
- Toralei Stripe – Az uralkodó durva lány. Segédei Purrsephone és Meowlody.
- Operetta – Az operaház fantomjának a lánya. Szereti a zenét és nagyon versengő.
- Nefera de Nile – A múmia lánya. Cleo egyik nővére. Egy modellező vállalatban dolgozik. Alattomos, gonosz és beképzelt. Cleóval nem jön ki jól, megkeseríti az életét, az apjuk kedvence.
- Meowlody és Purrsephone – Egy vérmacska ikerlányai, Toralei legjobb barátnői, folyton segítik őt.
- Scarah Screams – Egy kísértet lánya. Telepátiát használ, amellyel olyan képessége van, hogy mások elméjébe olvasson és beszéljen. Beleszeret Billybe, de nem meri neki elmondani, végül mégis összejönnek.
- Hoodude Voodoo – Egy vudubaba, amit Frankie Stein alkotott azért, hogy ő legyen a fiúja.
- Jackson Jekyll – Mr. Jekyll fia. Kettős személyiség. Ha zenét hall, átváltozik Holt Hyde-dá.
- Holt Hyde – Mr. Hyde fia. Imádja a zenét, nagyon pörög, ő szokott a DJ lenni a bulikban.
- Skelita Calaveras – A csontvázak lánya. Egy divatszerető, kreatív és édes mexikói lány. Imádja a családját.
- Jinafire Long – A kínai sárkány lánya. Versengő és bölcs.
- Catrine de Mew – Egy vérmacska lánya. Rajzművész Scaris utcáin, aki beiratkozik a Monster High-ba.
- Catty Noir – Egy másik vérmacska lánya. Egy popsztár. Elfogy az ihlete, de Boo Yorkban rátalál, ahogyan a szerelemre is, miután találkozik Pharaoh-val.
- Robecca Steam – Egy őrült tudós, Hexiciah Steam lánya. Szörnyen jó a Fémművelésben. Venus McFlytrap és Rochelle Goyle egyik legjobb barátnője. Ő volt ez első női bajnok Túlvilági Görkoriban.
- Rochelle Goyle – Egy francia vízköpő lánya. Venus McFlytrap és Robecca Steam egyik legjobb barátnője.
- Venus McFlytrap – A húsevő növény lánya. Meggyőző virágporai vannak, amiket arra használ, hogy befolyásolja a szörnyeket. Robecca Steam és Rochelle Goyle másik legjobb barátnője.
- Wydowna Spider – Egy szuper hősnek, Arachne-nek a lánya. Egót képes változtatni.
- Headmistress Bloodgood – A fejetlen lovas lánya. Az iskola igazgatónője.
- Gigi Grant – Egy dzsinn lánya. Nagyon ért a Csillagászathoz. Van egy gonosz ikertestvére. A lámpásban lakott és teljesítette meglelője 13 kívánságát, de végül Howleen felszabadította őt.
- Twyla – A mumus lánya. Howleen Wolf legjobb barátnője. Visszahúzódó, szeret az árnyékba húzódni.
- Heath Burns – A tűzelementálok fia. Nehezen tudja erejét kontrollálni és nagyon forrófejű.
- Honey Swamp – Az édesvízsziget mocsári szörnyének lánya, operatőr Haláliwoodban.
- Gillington "Gil" Webber- Egy édesvízi szörny fia. Nagyon félénk, Lagoona Barátja, bár szülei nem helyeslik kapcsolatukat.
- Jane Boolittle – Egy ördögűző lánya. Eléggé visszahúzódó lélek, jóban van a Pincelényekkel, vagyis az iskola diákjainak kisállataival.
- Sloman "Slo Mo" Mortovitch – Egy zombi fia. Ghoulia barátja és a suli diáktanácsának elnöke.
- Neightan Rot – Egy zombi és egy unikornis fia. Eléggé ügyetlen, Frankie Stein barátja.
- Bonita Femur – Egy csontváz és egy pillangó lánya. Szereti a Művészetet és Neightan Rot, Avea Trotter és Sirena Von Boo egyik legjobb barátnője.
- Avea Trotter – Egy hárpia és egy kentaur lánya. Eléggé makacs természetű, de ez nem azt jelenti hogy nem tud kedves lenni.
- Sirena Von Boo – Egy szellem és egy szirén lánya.
- Casta Fierce – A Fierce (boszorkány) lánya. Casta imád énekelni, és már világhírű popsztár lett.
- Garrot Du Roque – Egy Gargoyle (vízköpő) fia. Zsarolta Fenomén első számú tervezője volt, de miután kifogyott az ötletekből, Zsarolta leváltotta őt Clawdeenra. Rochelle szerelme.
- Amanita Nightshade – A Dögvirág lánya .Cleo De Nile egyik legnagyobb ellensége. Eléggé kapzsi lány.
- Porter Geiss – Egy Kísértet fia. Egy öntörvényű fiú aki él-hal a művészetért.
- Kiyomi Haunterly – Az arctalan Szellem lánya. Nagyon ért a Kalligráfiához. Spectra Vondergeist és Draculaura egyik legjobb barátnője.
- Vandala Doubloons – A Kalózszellem lánya. Ez a lány tengeri beteg mégis kalózkodik. Él-hal a Tengeri Szivacs kék színért.
- River Styxx – A Kaszás lánya. River imádja a cukorkákat és a cukorka színeit.
- Pharaoh(Seth Ptolemy) – A Múmia fia. Az anyja, Cleo apja és Nefera azt szeretnék, ha ő és Cleo összeházasodnának, ezzel az eddigi legerősebb egyiptomi dinasztiát megalapozva, de az ő szíve Catty Noirhoz húz. Titokban tartja, hogy trónörökösi tevékenysége mellett az utcán szokott rappelni míg meg nem ismeri Cattyt.
- Elle Eedee – Egy Robot lánya. Elle igazán ért a zenéhez, ezért DJ.
- Mouscedes King – A Patkánykirály lánya. Mouscedes apukája segített megépíteni Boo York Cityt.
- Luna Mothews – A Molylepke lánya. Kislánykora óta szeretett volna szerepelni a Bloodway-en, ami tinikorára meg is valósul.
- Astranova – Az Üstökös lánya. Astranova majdnem elpusztította Boo York Cityt, de Ghoulia időben felébresztette.
- Gooliope Jellington – A Freak du Chic nevű cirkuszban fellépő, szülei ismeretlenek, csak annyit lehet tudni, hogy egy ismeretlen tudós alkotta meg.
- Finnegan Wake – A Sellők fia. Ez a fiú igazán vakmerő. Imádja a Fém-művelés tanórát.
- Isi Dawndancer – A Szarvas szellemek lánya. Isi imád táncolni, és néha még látomásai is vannak.
- Batsy Claro – A Fehér denevér lánya. Ez a lány imádja a természetet, de szeretne többet megtudni a körülötte lévő világról.
- Kjersti Trollson – A Trollok lánya. Kjersti igazi Gamer lány. A Monster High-ba utazott mert ott volt a kedvenc játéknak a megdöntője.
- Posea Reef – Poseidon lánya.
- Kala Mer'ri – A Kraken lánya.
- Peri & Pearl Serpentine – A Hydra lányai. Kala barátnői.

## Könyvek

### Monster High
1. Lisi Harrison: Rémparádé (Monster High) (2010; magyar kiadás: 2011, Egmont-Hungary Kft., fordító: Bottka Sándor Mátyás)
2. Lisi Harrison: A szomszéd szörnye mindig zöldebb (The Ghoul Next Door) (2011; magyar kiadás: 2011, Egmont-Hungary Kft., fordító: Bottka Sándor Mátyás)
3. Lisi Harrison: Szörnytudatos farkaslány (Where There’s a Wolf, There’s a Way) (2011; magyar kiadás: 2012, Egmont-Hungary Kft., fordító: Bottka Sándor Mátyás)
4. Lisi Harrison: Beteljesülő rémálmok (Back and Deader than ever) (2012; magyar kiadás: 2013, Egmont-Hungary Kft., fordító: Bottka Sándor Mátyás)

### Monster High – Rémbarátnők (Monster High Ghoulfriends)
1. Gitty Daneshvari: Szörnysusmus (Monster High: Ghoulfriends Forever) (2012. szeptember 5.; magyar kiadás: 2013, Egmont-Hungary Kft., fordító: Bottka Sándor Mátyás)
2. Gitty Daneshvari: Kamugyanú (Monster High: Ghoulfriends Just Want to Have Fun) (2013. április 2.; magyar kiadás: 2013, Egmont-Hungary Kft., fordító: Bottka Sándor Mátyás)
3. Gitty Daneshvari: Monster High: Who's That Ghoulfriend? (2013. szeptember 10.)
4. Gitty Daneshvari: Monster High: Ghoulfriends 'til the End (2014. április 8.)

### Monster High Diaries
1. Nessi Monstrata: Draculaura and the New Stepmomster (2015. augusztus 4.)
2. Nessi Monstrata: Frankie Stein and the New Ghoul at School (2015. november 3.)
3. Nessi Monstrata: Lagoona Blue and the Big Sea Scarecation (2016. február 1.)
4. Nessi Monstrata: Clawdeen Wolf and the Freaky-Fabulous Fashion Show (2016. május 3.)
5. Nessi Monstrata: Cleo and the Creeperific Mummy Makeover (2016. augusztus 2.)

## Sorozatok

### Websorozat
A digitális média korszakában indult websorozat 2010. május 5-én debütált a YouTube-on, majd ugyanebben az évben október 30-án egy 23 perces televíziós különkiadás, a New Ghoul @ School következett, amelynek premierje a Nickelodeonon volt az Egyesült Államokban.

### Televíziós sorozat
2021-ben bejelentették, hogy a Mattel Television egy animációs tévésorozatot készít a Nickelodeon számára, amelynek premierje 2022 októberében volt. A projektben több nemi sokszínűség és LMBT karakterek szerepelnek.

## Filmek
- Monster High: New Ghoul at School (2010)
- Monster High: A vészes vámpír-farkas viszály (2011)
- Monster High – Milyen rémes ez a szerelem (2012)
- Monster High – Menekülés koponya-szigetről (2012)
- Monster High: Légy szörnymagad! (2012)
- Monsters High – Péntek esti frász (2013)
- Monster High: Scaris, a paraváros (2013)
- Monster High: 13 kívánság (2013)
- Monster High: Rémek, kamera, felvétel (2014)
- Monster High: Őrült kombináció (2014)
- Monster High: Szellemlánc (2015)
- Monster High: Boo York, Boo York (2015)
- Monster High: Rémséges mélység (2016)
- Üdvözöl a Monster High (2016)
- Monster High: Sokkolódva (2017)
- Monster High: A film (2022)